# 淮阴师范学院
淮阴师范学院，是江苏省淮安市第一所本科院校，坐落于洪泽湖旁。

## 历史[2]

### 淮阴师范学院
- 成立于1997年6月19日，为淮阴师范专科学校与淮阴教育学院合并组建。
- 2000年3月3日，淮阴师范学校、淮安师范学校并入淮阴师范学院
- 2000年7月13日，成立淮阴师院王营校区与淮安校区（现为楚州校区）。

### 淮阴师范专科学校
- 1958年6月7日，创办淮阴师范专科学校；
- 1962年6月17日。停办；
- 1976年11月27日。创建南京师范学院淮阴分院；
- 1979年2月2日，恢复淮阴师范专科学校；
- 1997年6月19日，组建淮阴师范学院。

### 淮阴教育学院
- 1959年9月，创办淮阴地区教师进修学院；
- 1962年，接管淮阴师范专科学校资产；
- 1965年5月，改名淮阴教育行政干部学校；
- 1969年6月6日，停办；
- 1979年7月16日，复建淮阴地区教师进修学院；
- 1983年7月30日，更名为淮阴教育学院；
- 1997年6月19日，组建淮阴师范学院。

### 淮阴师范学院王营校区
- 1906年，创办江北师范学堂，先后易名多次；
- 1953年5月，更名为江苏省淮阴师范学校；
- 2000年3月3日，并入淮阴师范学院；
- 2000年7月13日，成立淮阴师范学院王营校区。

### 淮阴师范学院楚州校区
- 1766年，创办丽亚书院，后改名为淮安府中学堂；
- 1941年，创盐阜区联立中学，先后易名多次；
- 1950年2月，定址淮安；
- 1953年5月，定名江苏省淮安师范学校；
- 2000年3月3日，并入淮阴师范学院；
- 2000年7月13日，成立淮阴师范学院淮安校区；
- 2001年2月16日，更名为淮阴师范学院楚州校区。